# Fionn Whitehead
Fionn Whitehead, född 18 juli 1997 i London, är en brittisk skådespelare.
Whitehead har bland annat medverkat i TV-serien Great Expectations från 2023. Han har även medverkat i filmerna Dunkirk från 2017 och Emily från 2022.

## Filmografi (i urval)
- 2017: Dunkirk
- 2022: Emily
- 2023: Great Expectations